# Lewis E. Hollander, Jr.
Lewis E. Hollander, Jr., kurz Lew Hollander, (* 6. Juni 1930) ist ein US-amerikanischer Physiker, Triathlet und Distanzreiter. Er hielt den Weltrekord als ältester Triathlet, der einen Ironman beendet hat (3,86 km Schwimmen, 180,2 km Radfahren und 42,195 km Laufen).
Sein Rekord wurde inzwischen von Hiromu Inada gebrochen, der 2018 den Ironman auf Hawaii im Alter von 85 beendete.

## Sportliche Laufbahn

### Reitsport
Lewis Hollander gewann 1973 den Vizelandesmeistertitel im Distanzreitsport. 1998 wurde er gemeinsam mit seiner Frau Hanne Hollander, Landesmeisterin 1979, in die Hall of Fame der American Endurance Ride Conference aufgenommen.

### Triathlon
Lew Hollander begann erst 1985 im Alter von 55 Jahren mit dem Triathlonsport. Sein erster Triathlon war der Ironman Hawaii 1985, zu dem er sich anmeldete, ohne überhaupt ein Fahrrad zu besitzen. Inzwischen hat Lew Hollander über 20 Ironman-Wettkämpfe erfolgreich beendet. Mit seiner Zielankunft beim Ironman Hawaii 2012 im Alter von 82 Jahren und 129 Tagen übernahm er von Sister Madonna Buder den Titel des ältesten Ironman-Finishers und wurde zudem als ältester Athlet, der beim Ironman Hawaii ins Ziel kam, ins Guinness-Buch der Rekorde aufgenommen.
2013 beendete er mit dem Ironman Florida einen weiteren Ironman und verbesserte damit seinen eigenen Rekord als ältester Ironman-Finisher auf 83 Jahre und 149 Tage. Ein Jahr später kam Lew Hollander, mittlerweile 84-jährig, bei dem aufgrund des Wetters allerdings ohne das Schwimmen über 3,8 km ausgetragenen Ironman Florida ins Ziel.
Hollander ist bereits 24 mal auf Hawaii gestartet. 2015 ging der 85-Jährige als bislang erster Athlet in der Altersklasse 85–89 an den Start, konnte das Rennen aber nicht beenden.

## Wissenschaftliche und schriftstellerische Tätigkeit
Lewis Holländer schrieb in den 1950er und 1960er Jahren zahlreiche wissenschaftliche Aufsätze auf dem Gebiet der Festkörperphysik und 2001 einen parawissenschaftlichen Artikel über die unerklärliche transiente Gewichtszunahme bei Tieren während des Todes. Mehrere seiner Erfindungen wurden zum Patent angemeldet.
1981 veröffentlichte Lew Hollander gemeinsam mit Patricia Ingram das Reitsportbuch „Successful Endurance Riding“, welches 1989 in einer erweiterten Version unter dem Titel „Endurance Riding: From Beginning to Winning“ neu aufgelegt wurde. Nach diesen Fachbüchern erschien 2004 sein Science-Fiction-Roman „And Chocolate Shall Lead Us“.
Lew Hollander ist mit seiner Frau Hanne verheiratet und hat sechs Kinder.